# Robert-Espagne
Robert-Espagne ist eine französische Gemeinde im Département Meuse in der Region Grand Est. Sie hat eine Fläche von 7,36 km² und 758 Einwohner (2022).

## Geografie
Die Gemeinde Robert-Espagne liegt an der Saulx an der Grenze zum Département Marne, zwölf Kilometer westsüdwestlich von Bar-le-Duc.

## Ursprung des Ortsnamens
Es wird angenommen, dass der zweite Teil des Namens Espagne vom deutschen Wort spannen bzw. vom englischen Wort span abgeleitet ist, was sich hier wohl auf einen das Tal überspannenden Bereich bezieht. Demnach wird mit Robert-Espagne der weite Landbesitz eines gewissen Robert bezeichnet, was aber noch zu belegen ist.
Der Name Membodi spania wird ca. 1019 in einem Dokument über eine Schenkung eines Allods an das Kloster von Sexfontaines (Haute-Marne) erwähnt. Dort ist zu lesen “in comitatu Barrensi, in villa quae Membodi spania dicitur”.
In den darauffolgenden Epochen hat sich der Name wie folgt verändert: Molendino de robertespaigne (1141), robertispagnia(1163), robert espangne(1359), robert empagne(1700) und robert d'empagne(1711).

## Geschichte
In einem Treueeid aus dem Jahre 1518 huldigt Henri de Provenchères, Enkel von Vincent de Saint-Ouain seiner Schutzherrin Philippa, Herzogin von Lothringen und Bar, für die Ländereien, die er in Robert-Espagne hatte.
Am 7. Juni 1848 hinterlegte der Bürger Paulin Gillon im Büro der französischen Nationalversammlung eine Petition der Einwohner von Robert-Espagne, die sich über die exorbitante Abgabe auf Getränke beschwerten (Dekret vom 31. März 1848).
Am 29. August 1944 wurden in Robert-Espagne und in Nachbardörfern 86 Einwohner von Soldaten der deutschen Wehrmacht ermordet. Siehe: Massaker im Tal der Sceaux

## Bevölkerungsentwicklung
| Jahr                       | 1962 | 1968 | 1975 | 1982 | 1990 | 1999 | 2009 | 2019 |
| -------------------------- | ---- | ---- | ---- | ---- | ---- | ---- | ---- | ---- |
| Einwohner                  | 1055 | 890  | 775  | 838  | 809  | 836  | 829  | 782  |
| Quellen: Cassini und INSEE |      |      |      |      |      |      |      |      |

## Sehenswürdigkeiten

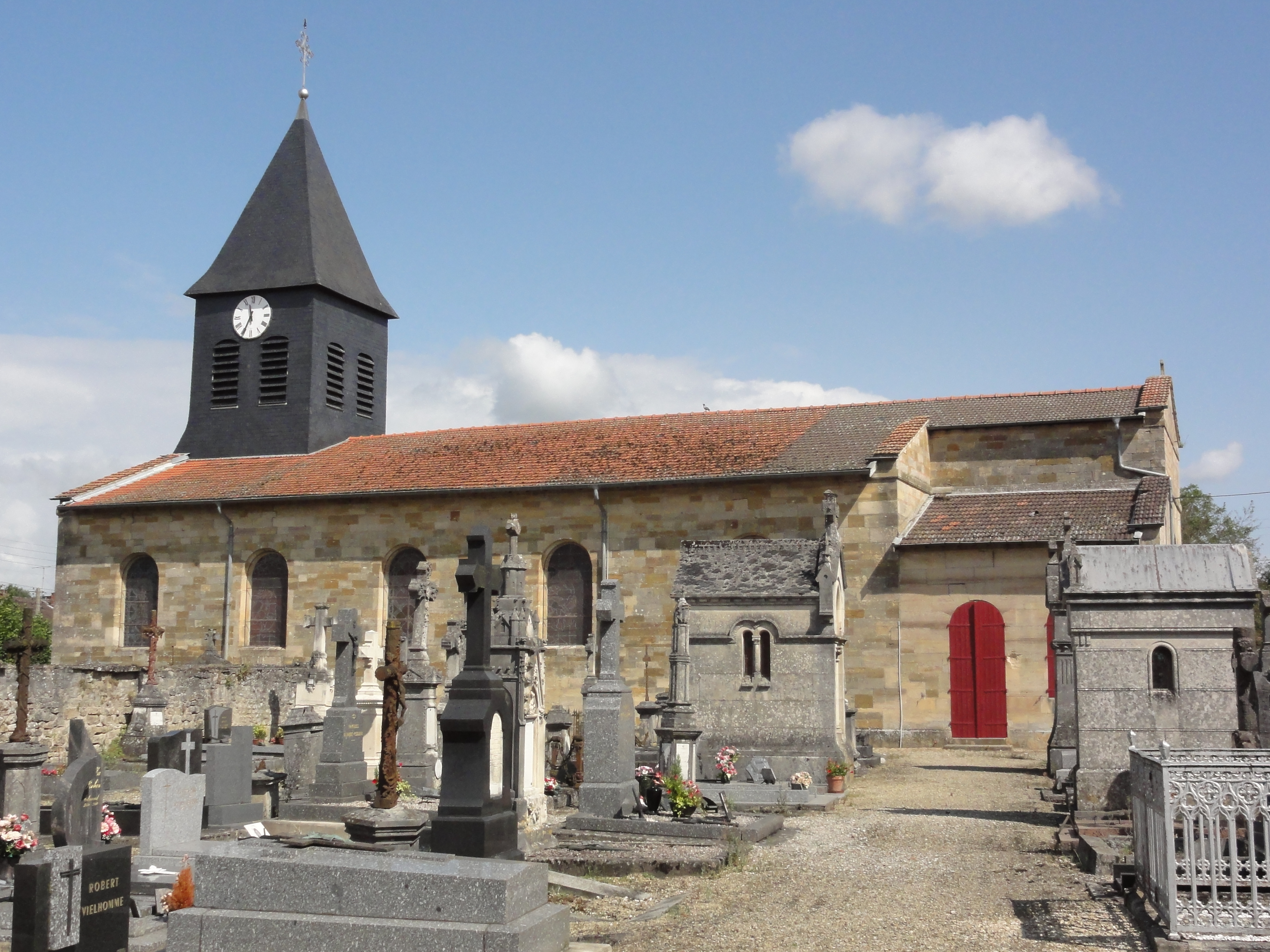
Kirche Saint-Louvent
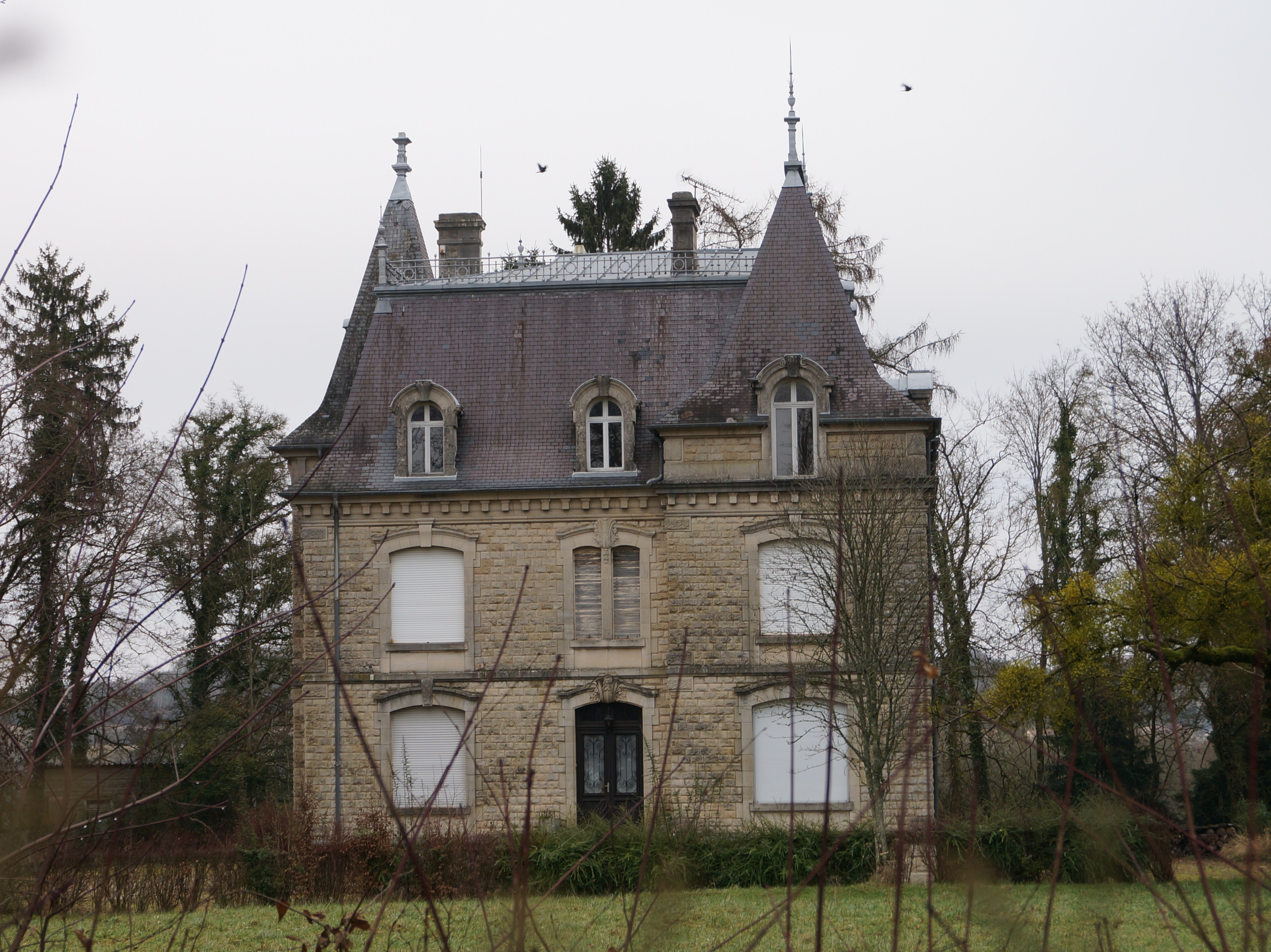
Schloss
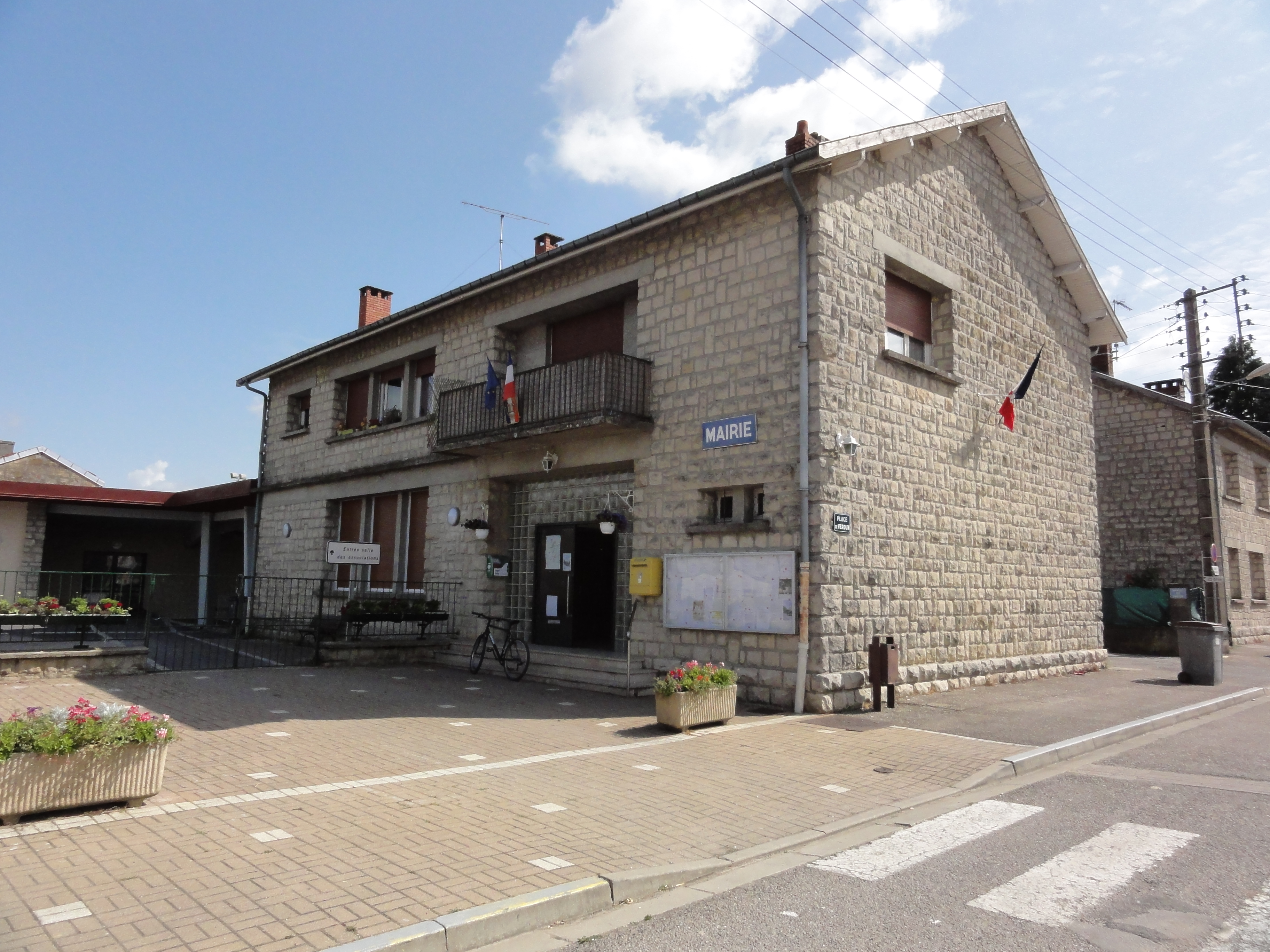
Mairie (Rathaus)
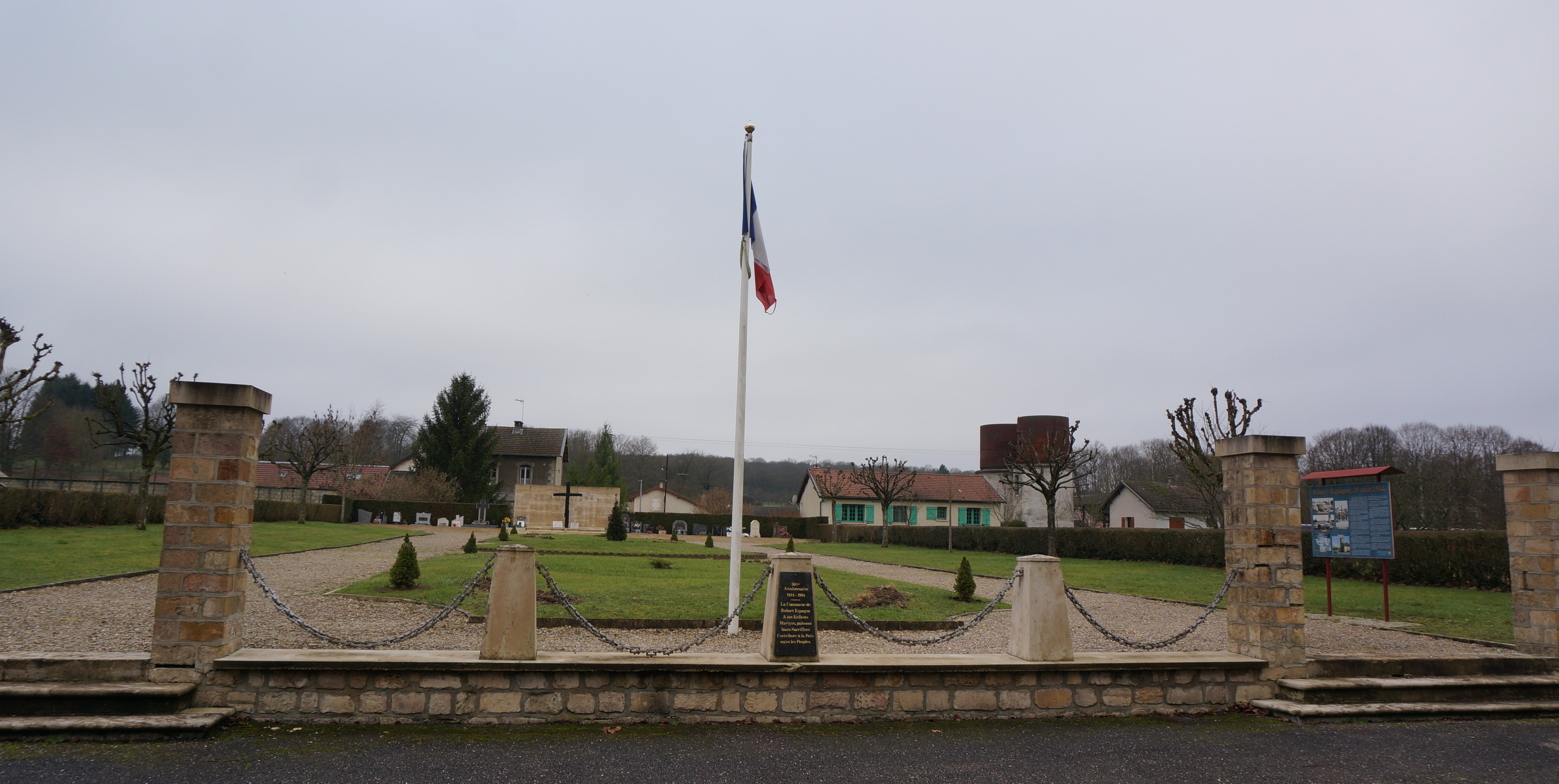
Gedenkstätte 29. August 1944

- Kirche Saint-Louvent
- Schloss
- Mairie (Rathaus)
- Gedenkstätte 29. August 1944